# 현자총통
현자총통(玄字銃筒)은 조선시대에 사용된 장거리 화포 중의 하나로, 조선시대 총통의 이름은 그 크기 순서에 따라서 천자문의 순서에 따라서 천·지·현·황 등의 이름을 붙였다. 여기에서 현자총통은 세 번째에 해당하며, 이는 화포의 위력과 연관된 것이기도 하다.

## 개요
총통은 조선 전기 태종부터 개발되어 개량을 거쳤는데, 천자총통과 지자총통의 경우 사거리가 만족스럽지 못하고 화약의 낭비가 심해 임진왜란 때에는 화약 낭비가 덜한 현자총통이 널리 사용되었다.

### 제원
현자총통은 길이 4척 1푼(84.21 cm), 구경이 2촌 9푼(6.09 cm), 화살은 차대전을 사용하였으며, 사정거리가 가장 긴 2,000보였다. 탄환은 철환을 사용하였는데, 산탄 철환 100개가 장착되었다. 화약은 4냥만 사용되었는데, 천차총통이 30냥, 지자총통이 20냥인 것을 보면 가장 화약 낭비가 덜 되어 경제적이고 사거리가 2,000보로 가장 만족할 만한 성능을 지닌 무기였다. 萬曆丙申七月日水營功會 玄字重八十九斤 京匠人 李春回 라는 명문이 있다.
따라서 임진왜란 시기 수군의 주력 무기는 현자총통과 황자총통이 주를 이루었다. 현자총통은 조란환 등의 소형 탄환을 다수 사용할 경우 성을 방어하는데도 효율적인 무기였다.
국립진주박물관에서 소장하고 있는 보물 885호 현자총통은 1596년(선조29)에 제작되었으며, 길이 79cm에 구경은 7.5cm이다. 1984년 거제에서 준설작업 중에 인양되었다. 국립광주박물관에서 소장하고 있는 보물 제1233호 현자총통은 현종 10년(1555, 가정연간 간기 확인)년 제작된 것으로 추정된다. 가운데 손잡이가 있고, 길이는 78.5cm이고, 약실부 지름 13.9cm로 전라남도 여수시 백도 근해에서 인양되었다.
임진왜란 이후 발사시에 생기는 열을 효과적으로 식히기 위해 죽절이 증가하며, 손잡이 역시 가운데 부분 하나만 있던 것에서 2개로 늘어나는 추세를 보인다. 조선 후기 제작품에는 육군박물관 소장품과 동아대학교박물관 소장품이 있으며, 그 중간 정도의 시기에 해당하는 것에 해군사관학교 소장품이 있다. 보물 지정은 제작 시점이 비교적 명확하며, 이른 시기에 제작된 임란 이전(보물 제885호) 및 임란 시기(보물 제1233호) 제작품에 한정되어 있다.

## 같이 보기
- 총통
- 지자총통
- 천자총통
- 황자총통
- 비격진천뢰